# Адаскина, Наталья Львовна
Ната́лья Льво́́вна Ада́скина (р. 21 июня 1940) — советский и российский искусствовед, историк искусства, эксперт живописи, куратор. Специалист по творчеству Кузьмы Петрова-Водкина. Заслуженный работник культуры Российской Федерации (2001).

## Биография
Наталья Адаскина родилась 21 июня 1940 года.
Окончила отделение истории и теории искусства исторического факультета Московского государственного университета имени М. В. Ломоносова.
В 1979 году защитила диссертацию на соискание учёной степени кандидата искусствоведения по теме «Из истории художественного образования в СССР: (пропедевтический курс ВХУТЕМАСа, 1920—1926)» в Московском государственном университете.
В Третьяковской галерее работала с 1964 по 1977 год и с 1993 года.
Специалист по творчеству Кузьмы Петрова-Водкина. В 1998 году атрибутировала ранее не известную картину Петрова-Водкина «Отражение» (1921).

## Участие в творческих и общественных организациях
- Член Московского союза художников (МСХ)[2]
- Член Ассоциации искусствоведов (АИС)[2]

## Куратор выставок
- 2009 — «Зеркала», Государственная Третьяковская галерея[5]
- 2012 — «Анатолий Каплан (1902—1980)», Государственная Третьяковская галерея[6]